# Westland Wyvern

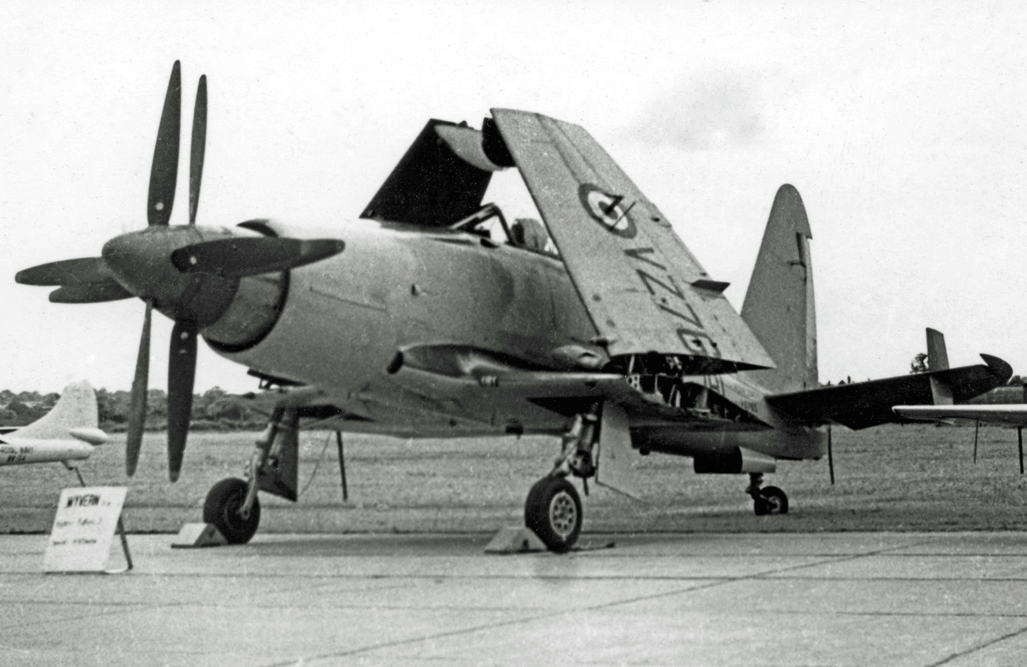
Een Wyvern S. Mk. 4 met ingeklapte vleugels

De Westland Wyvern was een Britse eenmotorige jager-bommenwerper, gebouwd door Westland Aircraft voor gebruik vanop vliegdekschepen. Het type werd gebruikt door de Fleet Air Arm van de Royal Navy in de jaren 1950 en zag actieve dienst tijdens de Suezcrisis van 1956.

## Ontwikkeling
Het ontwerp van de marinejager begon tijdens de Tweede Wereldoorlog. In april 1944 schreef de Navy specificatie N.11/44 uit voor de ontwikkeling van het toestel. Eind september lag het ontwerp in grote lijnen vast en kreeg het ook interesse van de RAF, en er werden tien prototypes en pre-productie-exemplaren besteld voor zowel de Navy als de RAF.
De Wyvern was van geheel metalen constructie, met een hooggeplaatste cockpit om het zicht van de piloot te verbeteren. Kenmerkend was ook de grote achtbladige contraroterende propeller van 4 meter doorsnede. Het landingsgestel was intrekbaar en de vleugels konden ingeklapt worden. Het toestel was bewapend met vier 20 mm-machinegeweren in de vleugels. Het kon een torpedo onder de romp meenemen en bommen of raketten onder de vleugels.
Het was de bedoeling dat de Wyvern door een turboprop zou aangedreven worden, maar omdat de ontwikkeling van de twee kandidaten (de Rolls-Royce Clyde en de Armstrong Siddeley Python) nog in volle gang was, werden de prototypes uitgerust met de 24-cilinder Rolls-Royce Eagle zuigermotor. Dit was een H-motor en tevens de laatste zuigermotor die Rolls-Royce bouwde. Eind 1945 raakte bekend dat Rolls-Royce de ontwikkeling van de Eagle zou stopzetten. De prototypes van de Wyvern voor de RAF werden toen ook geschrapt. Drie van de tien bestelde Mk. 1s werden niet afgewerkt.
De Wyvern TF. Mk. 1 met Eagle-motor maakte zijn eerste vlucht op 16 december 1946. Intussen was er reeds een contract getekend voor drie prototypes van de Wyvern TF. Mk. 2 met turbopropmotoren, respectievelijk een met de Clyde en twee met de Python, en in augustus 1946 werden 20 exemplaren van de Mk. 2 besteld. Het duurde echter nog tot september 1948 vooraleer de eerste Clyde kon afgeleverd worden, en de Python kwam nog een paar weken later. Ondertussen had de Britse overheid besloten dat de productieversies van de Wyvern door de Python zouden aangedreven worden en dat de Clyde niet in productie zou gaan. De eerste vlucht van een Wyvern met Clyde-motor vond plaats in januari 1949 en die met een Python in maart 1949.
Westland ontwierp ook een tweezits trainerversie, de Wyvern T. Mk. 3, waarvan slechts 1 exemplaar werd gebouwd. Die vloog voor het eerst in mei 1951.
De "Python-Wyvern" was een vrij revolutionair vliegtuig, het eerste met een grote turboprop uitgeruste Brits gevechtsvliegtuig dat op vliegdekschepen moest landen. Westland ondervond grote problemen met het toestel, vooral bij de landing op het vliegdekschip, en er waren veel testen en onderzoek nodig om ze op te lossen. Daardoor werd de indienststelling van het toestel nog meer vertraagd.
De definitieve, verbeterde serieversie was de Wyvern TF. Mk. 4, later S. Mk. 4 genoemd. Elf van de 20 bestelde Mk. 2s werden afgewerkt als Mk. 4s. Deze versie kwam vanaf mei 1953 in dienst bij de actieve smaldelen van de Fleet Air Arm, zij het enkel voor operaties vanop het vasteland. In het daaropvolgende jaar mocht de Wyvern vanop vliegdekschepen gebruikt worden, nadat er een nieuw controlesysteem van de grote Rotol-propeller was ingebouwd.
Tijdens de Suezcrisis van 1956 werd de Wyvern ingezet door 830 Sqn vanop het vliegdekschip HMS Eagle. De Wyvern werd uit dienst genomen in april 1958.